# Prominea jeanneli
Prominea jeanneli är en fjärilsart som beskrevs av Pierre E.L. Viette 1954. Prominea jeanneli ingår i släktet Prominea och familjen nattflyn. Inga underarter finns listade i Catalogue of Life.